# Tanjong Glumpang
Tanjong Glumpang is een bestuurslaag in het regentschap Aceh Utara van de provincie Atjeh, Indonesië. Tanjong Glumpang telt 687 inwoners (volkstelling 2010).